# Valoniaceae
Valoniaceae es una familia de algas, perteneciente a la familia Cladophorales.

## Géneros
- Dictyosphaeria
- Petrosiphon
- Ernodesmis
- Valonia
- Valoniopsis